# 温州商報
温州商報（うんしゅうしょうほう）は中国浙江省の温州市の経済を扱う新聞。2001年9月1日に創刊。温州日報報業集団が発行している。